# Troissereux
 Troissereux  es una población y comuna francesa, en la región de Picardía, departamento de Oise, en el distrito de Beauvais y cantón de Nivillers.

## Demografía
| 642 | 646 | 679 | 1013 | 1101 | 1128 |
| Para los censos de 1962 a 1999 la población legal corresponde a la población sin duplicidades (Fuente: INSEE [Consultar]) |     |     |      |      |      |